# Ballando a Lughnasa
Ballando a Lughnasa (Dancing at Lughnasa) è un film del 1998 diretto da Pat O'Connor, tratto dall'omonima pièce teatrale scritta da Brian Friel.

## Trama
Contea di Donegal, Irlanda: l'estate del 1936 è indimenticabile per la famiglia Mundy, composta da cinque sorelle nubili, il figlio di una di loro e dal fratello prete, ma quando torna il padre di Michael, arruolatosi nelle brigate spagnole, porterà scompiglio nella piccola e tranquilla comunità di Ballybeg.